# Exetastes laevigator
Exetastes laevigator är en stekelart som först beskrevs av Charles Joseph de Villers 1789.  Exetastes laevigator ingår i släktet Exetastes och familjen brokparasitsteklar. Arten är reproducerande i Sverige. Inga underarter finns listade i Catalogue of Life.